# SparkyLinux
A SparkyLinux egy asztal-orientált operációs rendszer, amely a Debian-on alapul.
A projekt egy használatra kész, magyarul is elérhető operációs rendszert kínál különböző testreszabható, könnyűsúlyú asztali környezettel, valamint a modern megjelenésű, funkciókban gazdag és igény szerint részletekbe menően konfigurálható KDE-vel.

## Történet
A projekt 2011 októberében indult egy Ubuntu remixként az Enlightenment alapértelmezett asztali környezettel, ue17r (Ubuntu Enlightenment17 Remix) néven, majd a tesztelés után Debian bázisra és SparkyLinux névre váltott.

## Jellemzői
A SparkyLinux 'Stable' kiadásai a Debian stabil, a '(Semi-)Rolling' a Debian tesztelési ágán alapul. A rolling a névben a gördülő kiadási ciklusra utal.
Ez eszközkészletekkel és parancsfájlokkal (szkriptekkel) segíti a felhasználókat rendszerük könnyű kezelésében.
A gördülő kiadás azon haladóbb felhasználókat célozza meg, akik a szoftverek kevésbé stabil, de legújabb változataival szeretnének dolgozni.
Alapértelmezett asztali környezetek: LXQt (korábban LXDE), MATE, Xfce és KDE de a felhasználók a 'Sparky APTus' alkalmazással más asztali környezeteket is telepíteni tudnak.
A Sparky ISO képfájl tartalmaz néhány nem szabad szoftvercsomagot. A 'Sparky APTus' kínál egy kis eszközt, 'Non-Free Remover'( azaz 'Nem-Szabad Eltávolító') néven, amellyel az összes 'contrib' és 'non-free' csomag eltávolítható a rendszerből.

## Speciális kiadások
- GameOver Edition: a célközönség a játékosok. Számos szabad vagy nyílt forráskódú játékot, valamint ezekhez hasznos eszközöket tartalmaz.
- Rescue Edition: Live operációs rendszert és nagyszámú alkalmazást kínál a sérült operációs rendszerek helyreállításához.
- Multimédia hang, videó és html oldalak alkotásához.
- MinimalCLI és MinimalGUI.

## Fordítás
- Ez a szócikk részben vagy egészben  a   SparkyLinux című angol Wikipédia-szócikk ezen változatának fordításán alapul.  Az eredeti cikk szerkesztőit annak laptörténete sorolja fel. Ez a jelzés csupán a megfogalmazás eredetét és a szerzői jogokat jelzi, nem szolgál a cikkben szereplő információk forrásmegjelöléseként.